# Sébastien Castellion
Sébastien Castellion, o Chatellion o anche Châteillon, latinizzato in Sebastianus Castellio e più noto in italiano come Sebastiano Castellione (Saint-Martin-du-Frêne, 1515 – Basilea, 29 dicembre 1563), è stato un umanista e teologo francese, tra i primi e più importanti sostenitori della tolleranza religiosa.

## Biografia
Nato in Savoia, visse fin dalla prima gioventù a Lione e studiò nella locale Università, dove apprese il latino, il greco e l'ebraico e si formò una solida cultura classica e teologica: non a caso i suoi stessi compagni lo chiamavano «Castalio», a contaminazione del suo cognome Castellion con quello della ninfa Castalia, la mitica abitatrice dell'omonima fonte che scorreva ai piedi del monte Parnaso.
La sua personale lettura della Bibbia, l'autorevole esempio di Erasmo, avversario delle dispute religiose e favorevole all'irenismo delle concezioni cristiane, e il clima relativamente liberale esistente allora a Lione, lo avevano formato al rifiuto del fanatismo e dell'intolleranza. Quando nel 1540 il cardinale di Tournon fece bruciare a Lione tre protestanti, Castellion non ebbe dubbi: non poteva più vivere in un paese dove si uccideva per impedire il dissenso in nome di una verità tutta da dimostrare, né era nella sua indole nascondere le proprie opinioni.
Dichiaratosi apertamente protestante, prese la via di Strasburgo, città che godeva fama di relativa tolleranza per ospitare protestanti luterani e zwingliani – divisi sul tema della comunione – e dove allora risiedeva Calvino, ormai celebre riformatore e allora visto come una vittima di persecuzione per essere stato espulso due anni prima da Ginevra. Castellion fu ospite nella casa di Calvino e, in occasione di una pestilenza che colpì la città, si prodigò nell'assistenza dei malati. La preparazione teologica di Castellion fece un'ottima impressione a Calvino il quale, richiamato a Ginevra nel 1541, gli offrì la direzione dell'Accademia che egli intendeva costituire per prepararvi i giovani predicatori: Castellion accettò con entusiasmo e seguì Calvino a Ginevra.
Nella scuola, gli allievi avrebbero dovuto ricevere un'istruzione classica per apprendervi le lingue antiche, necessarie per la lettura e l'esegesi della Bibbia, espungendo naturalmente dallo studio della letteratura ogni riferimento a episodi mitologici ed erotici, una preoccupazione, questa, che testimonia «il perenne conflitto del Cristianesimo con la cultura secolare».
Come testo di esercizio per i propri allievi, Castellion scrisse i Dialogorum sacrorum libri quatuor, una raccolta di episodi biblici elaborati in forma dialogica, scritti in latino con traduzione francese a fronte. Si notano già in quest'opera temi ricorrenti in Castellion: la sottolineatura della bontà delle azioni umane e il rifiuto nei confronti di ogni manifestazione di crudeltà, espresse dalla figlia del faraone nell'episodio del ritrovamento di Mosè o la condanna della persecuzione, espresse sottilmente nel dialogo tratto dall'episodio di Giuseppe e i suoi fratelli. Ruben afferma che «è un delitto macchiarsi del sangue di un ragazzo», ma Simeone insiste nel volerlo uccidere: «Vuoi che lo lasciamo vivere, quando egli ci predice con i suoi sogni che tutti noi, persino nostro padre e nostra madre, ci inchineremo davanti a lui? Non merita maggiormente di andare all'inferno con i suoi sogni?».
E Ruben risponde: «Se ciò dovesse accadere, chi sei tu per impedirlo? E se ciò non dovesse accadere, di che cosa hai timore?» - dove la teoria della predestinazione è utilizzata come argomento per opporsi alla persecuzione - «Ti sembra una cosa così perversa che un imberbe abbia dei sogni? Che male c'è nei suoi sogni?» - dove Castellion ridimensiona il problema della gravità delle controversie - «Tuttavia, se sei così ostinato e non vuoi cedere, qui c'è un pozzo asciutto. Almeno, non mettere le tue mani su di lui. Calalo giù nel pozzo. Ciò non sarà altrettanto grave» - dove Castellion condanna la pena di morte e suggerisce al più, in quanto meno grave, la condanna del bando.
Insieme con l'insegnamento, Castellion perseguiva l'ambizioso progetto di due nuove traduzioni della Bibbia, in latino e in francese: presi contatti con un tipografo di Ginevra perché gli stampasse la sua traduzione latina del Nuovo Testamento, s'intese rispondere che per l'edizione occorreva l'imprimatur del Concistoro. Castellion si rivolse allora a Calvino, che gli rispose che poteva concederlo solo dopo aver letta ed eventualmente modificata la sua traduzione, condizione che Castellion non era disposto ad accettare. Così, non se ne fece nulla e fu il primo episodio di una tensione tra i due teologi destinata ad approfondirsi.
Nel 1542 l'epidemia di peste arrivò anche a Ginevra. Un cappellano, richiesto dal Consiglio della città di assistere spiritualmente i malati ricoverati nell'ospedale, morì a causa dell'infezione. Era stato lo stesso Concistoro a pretendere che i malati in pericolo di vita dovessero essere obbligatoriamente assistiti da un ministro della Chiesa ma, dopo questo episodio, nessuno volle più assumersi l'incombenza di essere presente nel lazzaretto, scusandosi perché «Dio non aveva dato loro la grazia, il coraggio e la costanza». Intanto che essi, il 5 giugno 1543 «pregavano Dio di dar loro maggiore forza per il futuro», Castellion si presentò volontario, ma la sua offerta fu respinta perché era un laico e, inoltre, era necessario alla scuola, come Calvino.
Questo episodio diede a Castellion un motivo in più per ottenere di essere nominato pastore: si era recentemente sposato e il suo stipendio di rettore dell'Accademia era insufficiente a mantenere la famiglia. La sua richiesta fu approvata il 15 dicembre 1543 dal Consiglio cittadino ma respinta dal Concistoro dei ministri, dominato dall'indiscussa autorità di Calvino. Castellion era in disaccordo con Calvino su due punti, nemmeno troppo importanti: rifiutava il carattere ispirato del Cantico dei Cantici, ritenendolo un semplice poemetto profano, oltre tutto di contenuto erotico e privo di qualunque mistica allusione alla chiesa, e della questione teologica della discesa di Cristo all'inferno, dava un'interpretazione letterale di fronte a quella simbolica data da Calvino.
In seguito alla decisione del Concistoro, Castellion diede le dimissioni dall'Accademia, chiedendo di essere assegnato altrove. Calvino accettò volentieri le dimissioni, e diede la sua versione del contrasto in una lettera scritta a nome del Concistoro e consegnata a Castellion: «la gente sarebbe stata non poco scandalizzata se avesse udito che avevamo ordinato sacerdote una persona la quale respingeva e condannava apertamente un libro accettato come Scrittura da tutte le Chiese. Per di più, si sarebbe aperta una porta ad avversari e detrattori, i quali cercano di diffamare il Vangelo e separare la Chiesa. E infine saremmo stati in futuro senza risposta davanti a chiunque volesse ripudiare l'Ecclesiaste o i Proverbi o qualsiasi altro libro».
Castellion si trasferì a Basilea nel 1544, rinunciò a prendere gli ordini e fece i lavori più diversi per guadagnarsi da vivere: «coltivò la terra, trasportò acqua per i giardinieri, arpionò i tronchi trasportati dalle acque del Reno» e s'impiegò come consulente e correttore di bozze nella tipografia del famoso editore Giovanni Oporino.
Nel 1552 otterrà la cattedra di letteratura greca. Qui pubblica i Dialogi Sacri e le traduzioni in latino (1551) ed in francese (1553) della Bibbia.
Nell'ottobre 1553 viene arso a Ginevra l'antitrinitrario Michele Serveto. In polemica con la decisione di Calvino, nella primavera dell'anno successivo Castellio pubblica un libello, sotto lo pseudonimo di Martin Bellius, dal titolo 'De haereticis an sint persequendi'. L'opera è una silloge di testi di autori antichi e moderni (tra cui un brano del giovane Calvino) contro l'intolleranza religiosa. Vi sono inoltre dei brani anonimi, opera di Castellione o di altri esponenti della comunità di eretici italiani esuli a Ginevra. Per quanto contenga pochi spunti originali, l'opera è un caposaldo della storia della tolleranza religiosa. Beza e Calvino intuiscono subito l'autore: segue così un aspro dibattito sulla liceità della punizione degli eretici con il De haereticis a civili magistratu puniendis del Beza, ed il De haereticis a civili magistru non puniendis di Castellio.
La rivendicazione della tolleranza di Castellio si basa non solo su motivi scritturali, ma anche su una rivendicazione del ruolo della ragione e dello stesso dubbio. Il tema viene sviluppato nel De arte dubitandi et confidendi, ignorandi et sciendi, opera pubblicata solo nel 1937.
Muore nel 1563.

### Il giudizio morale di Castellion contro l'intolleranza di Calvino

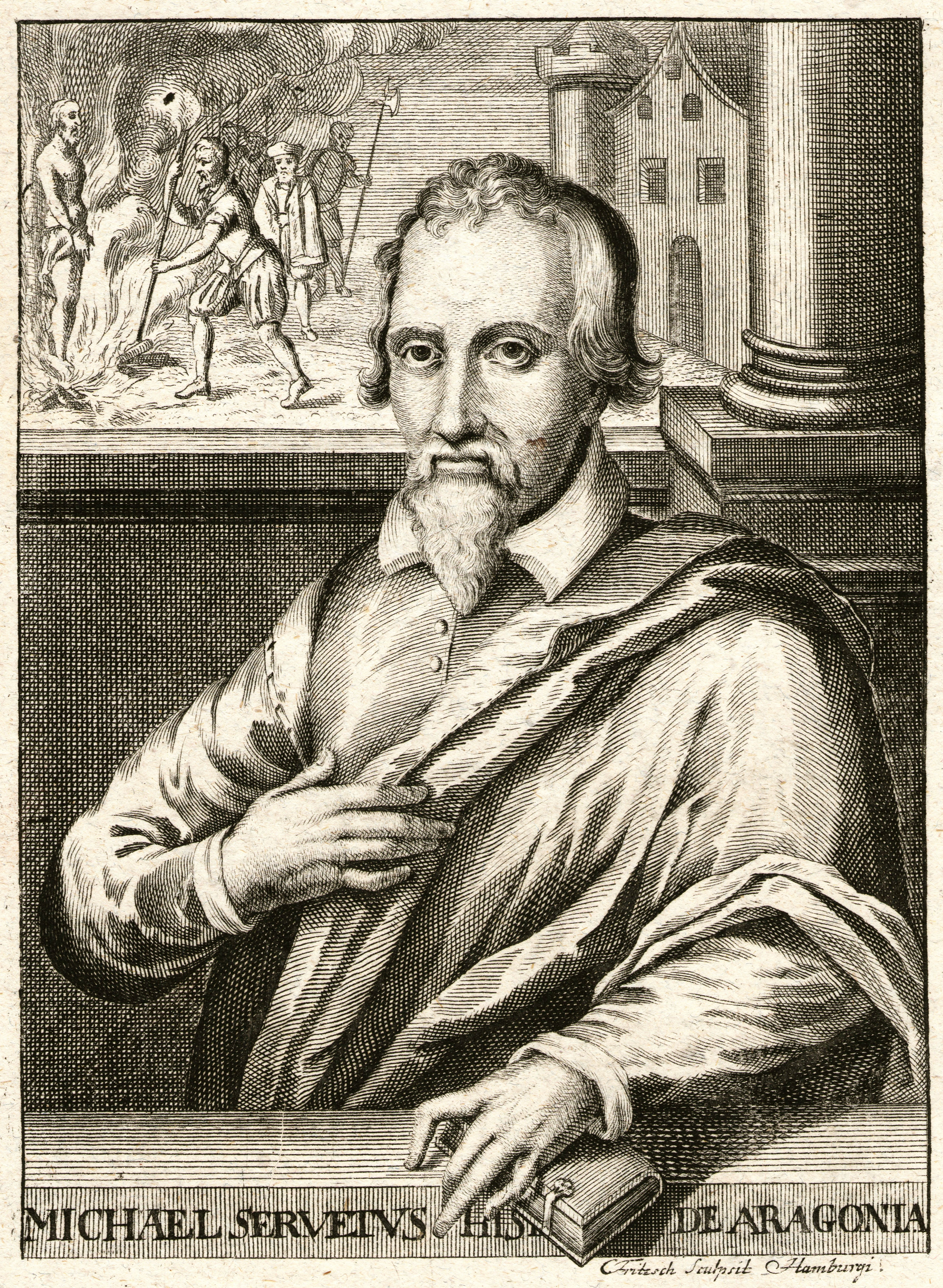
Michele Serveto

Dopo aver difeso la libertà e la tolleranza religiosa nell'opera De haereticis, an sint persequendi,... (Riguardo agli eretici, se debbano essere perseguitati,...), il savoiardo Sebastian Castellion scriveva nell'opuscolo Contro il libello di Calvino a proposito della condanna al rogo di Michele Serveto, medico antitrinitario spagnolo rifugiatosi dall'Inquisizione a Ginevra e colà condannato come eretico:
(Sebastian Castellion, Contro il libello di Calvino, Torino 1964)

## Opere
- Jonas propheta, heroico carmine latino descriptus, Basileae, ex officina J. Oporini 1545
- Mosis institutio Reipublicae graecolatina, ex Josepho in gratiam puerorum decerpta, ad discendam non solum graecam verum etiam latinam linguam, Basileae 1546
- Dialogorum sacrorum ad linguam simul et mores puerorum formandos libri quatuor, Coloniae, J. Aquensis 1551
- De Haereticis, an sint persequendi et omnino quomodo sit cum eis agendum, doctorum virorum tum veterum, tum recentiorum sententiae, Magdeburgi [ma Basilea], G. Rausch [Giovanni Oporino], 1554
- La Bible nouvellement translatée, avec la suite de l'histoire depuis le tems d'Esdras jusqu'aux Maccabées: e [sic] depuis les Maccabées jusqu'a Christ. Item avec des annotacions sur les passages difficiles, Bâle, Jehan Hervage 1555
- Conseil à la France désolée, auquel est monstré la cause de la guerre présente et le remède qui y pourroit estre mis, et principalement est avisé si on doit forcer les consciences, 1562
- Contra libellum Calvini in quo ostendere conatur haereticos jure gladii coercendos esse, 1612